# Wladislawa Igorewna Burejewa

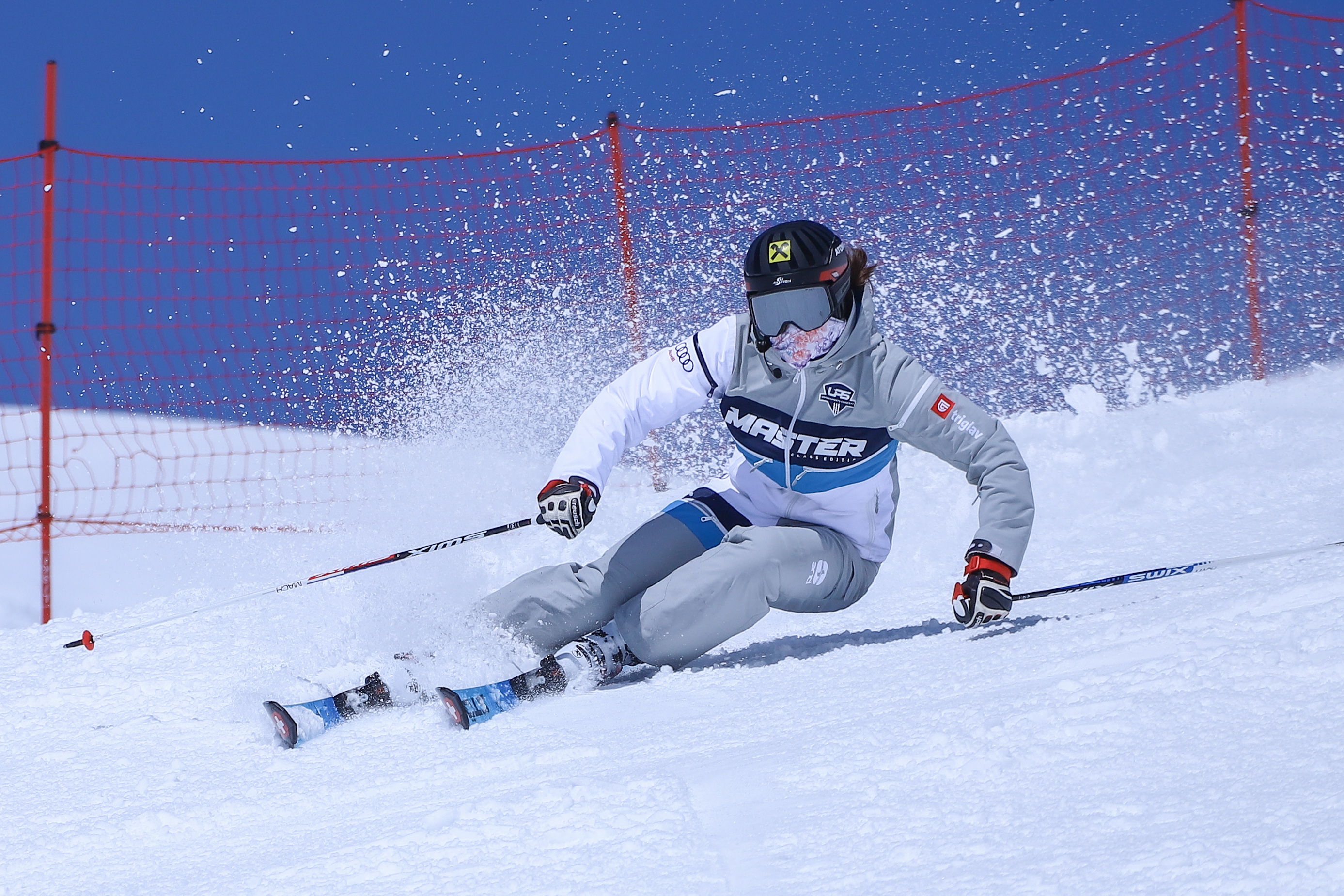
Wlada Burejewa (2022)

Wladislawa „Wlada“ Igorewna Burejewa (russisch Владислава Игоревна Буреева; * 20. Februar 1989 in Tomsk) ist eine russische Skirennläuferin. Sie startet in allen Disziplinen und wurde 2009 Russische Meisterin im Riesenslalom.

## Karriere
Burejewa begann erst in ihrem 16. Lebensjahr mit intensivem Skitraining. Während dieser Zeit nahm sie an FIS-Rennen und nationalen Meisterschaften in ihrem Heimatland teil. Die ersten Starts außerhalb Russlands folgten im Winter 2007/2008. Bei den russischen Meisterschaften 2008 erreichte sie den zweiten Platz im Riesenslalom. Ihrem ersten Podestplatz in einem FIS-Rennen folgten im Februar 2009 die ersten Starts im Europacup. In der Saison 2009/2010 bestritt sie fast 20 Rennen im Europacup, erreichte aber nie die Punkteränge, also Platzierungen unter den besten 30. Bei Juniorenweltmeisterschaften, an denen sie 2008 und 2009 teilnahm, erzielte sie Platzierungen im Mittelfeld.
Der erste große Erfolg auf nationaler Ebene gelang Burejewa im März 2009, als sie in Scheregesch Russische Meisterin im Riesenslalom wurde. 2010 erreichte sie bei den nationalen Titelkämpfen zwei zweite Plätze im Riesenslalom und im Super-G. Im Februar 2010 gewann Burejewa ihre ersten FIS-Rennen und im September desselben Jahres fuhr sie in drei Rennen des Australia New Zealand Cups unter die besten drei. Ihr Debüt im Weltcup gab sie am 27. November 2010 im Riesenslalom von Aspen, wo sie jedoch im ersten Durchgang ausschied. Anschließend nahm sie an mehreren Rennen im Nor-Am Cup teil und erreichte am 13. Dezember einen fünften Platz im Super-G von Panorama sowie tags darauf Rang sechs in der Super-Kombination. Am 17. Februar 2011 nahm sie als einzige Russin am Riesenslalom der Weltmeisterschaften 2011 in Garmisch-Partenkirchen teil und belegte den 39. Platz. Eine Woche später gewann sie mit Platz 26 in der Abfahrt von Sotschi ihre ersten Punkte im Europacup.
In der Saison 2011/2012 erzielte Burejewa erneut Top-10-Ergebnisse im Nor-Am Cup. Im März/April 2012 gewann sie die russische Meisterschaft im Riesenslalom und wurde Zweite in der Super-Kombination.

## Erfolge

### Weltmeisterschaften
- Garmisch-Partenkirchen 2011: 39. Riesenslalom

### Juniorenweltmeisterschaften
- Formigal 2008: 45. Riesenslalom, 53. Super-G
- Garmisch-Partenkirchen 2009: 31. Abfahrt, 33. Riesenslalom

### Russische Meisterschaften
- Russische Meisterin im Riesenslalom 2009 und 2012

### Weitere Erfolge
- 2 Top-5-Platzierungen im Nor-Am Cup
- 1 Top-20-Platzierung im Europacup
- 3 Podestplätze im Australia New Zealand Cup
- 2 Siege in FIS-Rennen